# Теория черноморского потопа
Тео́рия черномо́рского пото́па — гипотеза, согласно которой в голоцене имел место масштабный катастрофический подъём уровня Чёрного моря, возможно, послуживший исторической основой легенд о Всемирном потопе. В это время (по разным оценкам, от 10 до 5 тыс. лет назад) Чёрное море испытывало черноморскую трансгрессию и поднималось до современных отметок, хотя до этого уровень моря мог находиться на отметках до -110 м ниже уровня моря. Дискуссионной остаётся скорость поступления морских вод в черноморский бассейн.
Впоследствии были приведены доказательства в пользу несостоятельности гипотезы.

## Гипотеза Райана — Питмена
Теория черноморского потопа была сформулирована в 1996 году американскими геологами Уильямом Райаном и Уолтером Питменом из Колумбийского университета. Райан и Питмен писали, что вследствие подъёма уровня моря была затоплена территория в 155 тысяч км², тогда же образовалось Азовское море. На месте Босфора образовался колоссальный водопад, через который переливалось приблизительно 40 км³ воды в сутки из Средиземного моря в Чёрное. Босфорский поток имел подобную мощность в течение, как минимум, 300 дней. Эти оценки были основаны исключительно на данных радиоуглеродного датирования отложений, предположительно перемещённых переливающимися водами, а также данных о высотах бассейна до и после «потопа», то есть путём сопоставления интервала времени и объёмов воды. Они не имели каких-либо палеогеографических подтверждений существования потопа. Позднее интервал времени был увеличен до 2000 лет, а первый автор стал придерживаться более умеренных взглядов на гипотезу.
Позднее также было установлено, что прилив вод в черноморский бассейн (и, следовательно, длительность трансгрессии) происходил за последние 20 тыс. лет минимум дважды и из разных морей — в конце пленигляциала из Каспия через Манычский пролив, и в голоцене из Мраморного моря. 
Независимо от исследования Райана и Питмена, болгарский геолог Петко Димитров, профессор Института океанологии БАН в Варне, выдвинул идею черноморского потопа ещё в 1979 году. Впоследствии П. С. Димитров сотрудничал с Райаном и Питменом (Проект «Древние береговые линии Чёрного моря и условия человеческого присутствия» — ДО02-337, Болгарский научный фонд). Похожую версию происхождения моря высказывал ещё Плиний Старший.

## Гипотеза позднеплейстоценового потопа
В 2003 и 2007 годах А. Л. Чепалыга предложил альтернативный сценарий катастрофического потопа, который, по его мнению, произошёл в позднем плейстоцене. Согласно его гипотезе, вскоре после последнего ледникового максимума, 17000−14000 лет назад, солоноватое Новоэвксинское озеро, которое располагалось на месте современного Чёрного моря, было за непродолжительное время затоплено водой из Каспийского моря и из многочисленных ледниковых водоёмов к северу. Однако, по расчётам критиков и самого Чепалыги, трансгрессия Каспийского моря развивалась на протяжении нескольких тысяч лет (подъём уровня воды происходил на несколько сантиметров в год), что вряд ли выглядело как «потоп» для современников.

## Критика гипотезы
В публикации Райана и Питмена не были учтены результаты исследований советских учёных (не переводившихся на английский язык), указывавших на то, что взаимный перелив воды из Средиземного моря в Чёрное и обратно имел место не один раз в истории. В частности, с критикой теории единовременного катаклизма выступает Валентина Янко-Хомбах, профессор геологии Одесского университета.
Под сомнение гипотезу поставили океанографы Теофило Абраджано мл. из Политехнического института Ренсселера и его канадский коллега Али Аксу из Университета Ньюфаундленда. Команда Абраджано в 2002 году обнаружила сапропелевые отложения в Мраморном море, которые считаются результатом вытеснения солёной воды пресной, и заключила, что из Чёрного моря был устойчивый отток пресной воды в Средиземное море в течение как минимум 10 000 лет; кроме того, Аксу обнаружил подземную дельту к югу от Босфора, подтверждающую сильное пресноводное течение из Чёрного моря за 8 тысяч лет до н. э. Эти наблюдения были дезавуированы работой Майкла Сперлинга, который в 2003 году доказал, что Чёрное море не было главным источником пресной воды, сформировавшим сапропель Мраморного моря, и работами Эркан Гёкашан, а позднее Кадир Эриш, которые продемонстрировали, что возникновение этой дельты связано с подводным течением вдоль восточного побережья, а вовсе не с вытеканием Чёрного моря через пролив. Тем не менее, в 2016 году Аксу продемонстрировал, что измерения команды Эриша были неверными, и подтвердил свои предыдущие выводы.

## Исследования Балларда

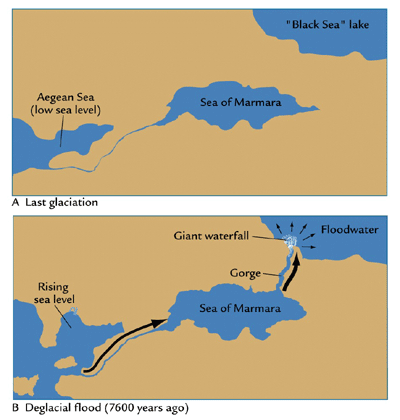
До и после наводнения (по Райану и Питману)

За сбор материальных свидетельств увеличения уровня моря взялась команда маринологов во главе с Робертом Баллардом. К 2000 году исследователями были найдены археологические и геологические подтверждения низкого уровня моря в прошлом — древние береговые линии, раковины пресноводных улиток, затопленные речные долины, инструменты для обработки древесины и человеческие постройки на глубине около 94 метров в 12 милях от современного турецкого берега. Радиоуглеродный анализ пресноводных моллюсков показал возраст около 7500 лет, однако применяемый метод анализа не вполне точен.

## Последствия
Черноморская трансгрессия могла послужить исторической основой легенды о Всемирном потопе, распространённой среди народов Ближнего Востока. Дарданов потоп (по имени мифологического Дардана, сына Зевса) упоминается и в греческих сказаниях о Трое.
Подьём уровня моря должен был привести к масштабному переселению народов неолита. По мнению Райана и Питмана, с побегом от вод следует связывать продвижение в середине 6-го тыс. до н. э. сельского хозяйства неолитического типа из Анатолии в район Среднедунайской низменности (трипольская культура и другие).
Академик В.В. Иванов не исключает, что вследствие подьёма уровня моря под водой оказалась общая прародина индоевропейских и ряда других народов. Правда, у большинства индоевропейских народов предание о потопе отсутствует.
Подьём уровня моря логически объясняет происхождение сероводорода и сапропелевые отложения в Чёрном море.

### Комментарии
1. ↑  Исходя из новейшей модели оледенений в Северном полушарии Архивная копия от 21 ноября 2010 на Wayback Machine, через Чёрное море мог пролегать пресноводный сток вод Евразийского океана во время последнего оледенения.
2. ↑  Поскольку раковины принадлежат пресноводным моллюскам, то содержание изотопа 14C даёт нам верхнюю оценку возраста, а значит пресная вода существовала в местах анализа не менее чем 7500 лет назад.